# Jarsha-charita
El Jarsha-charita (escrito hacia el 640) es la biografía del emperador indio Jarsha Vardhana (quien reinó entre el 606 y el 647) escrita por Baná Bhatta, escritor indio en idioma sánscrito del siglo VII.

## Nombre sánscrito
- harṣacarita, en el sistema AITS (alfabeto internacional para la transliteración del sánscrito).[1]
- हर्षचरित, en escritura devanagari del sánscrito.[1]
- Pronunciación:
  - /vardjána/ en sánscrito[1] o bien
  - /vardán/ o /várdan/ en varios idiomas modernos de la India (como el bengalí, el hindí, el maratí o el palí).
- Etimología: ‘las hazañas de Jarsha’[1]
  - jarsha vardhana: ‘el que aumenta la alegría’
    - jarsha: ‘alegría, erizamiento del cabello, erección sexual’
    - vardhana: ‘el que aumenta’

  - charita: ‘hazaña, aventura’

## Descripción
Baná era el asthana-kavi (poeta de la corte) del rey Jarsha. El Jarsha-charita fue su primera composición, y se considera el inicio de la escritura de obras poéticas históricas en idioma sánscrito. Aunque está escrito en un estilo florido y de fantasía, el Jarsha-charita se ubica como la primera biografía histórica en sánscrito.
El Jarsha-charita es una monumental ficción histórica romántica escrita en forma akhiaika. No se trata de una biografía completa, sino cubre el reinado del rey Jarsha hasta la recuperación de su hermana mayor Rayia Shrí, y sus actividades militares durante algunos años. Aunque la historia ha verificado algunas personas, acontecimientos y lugares descritos, se debe recordar que Baná no escribió esta biografía como historiador, sino como un bardo épico. Decoró su historia con fantasía, maravillas, romances y aventuras, y con todos los recursos literarios de un poeta.
El Jarsha-charita ocupa un lugar importante en la literatura sánscrita, ya que proporciona detalles históricos y sociológicos de su tiempo. Las descripciones detalladas y vívidas de Baná del medio ambiente natural de la India rural, así como la extraordinaria industria del pueblo indio exuda la vitalidad de la vida en esa época.
Como Baná era mantenido por el emperador Jarsha, las descripciones de su patrón no son una evaluación imparcial, sino que presentan las acciones del emperador bajo una luz demasiado favorable.

## Contenido
El Jarṣa-charita, escrito en una ornada prosa poética, narra la biografía del emperador Jarsha en ocho uchuasás (capítulos, ‘pausas [respiraciones] en una narración’).
En los dos primeros uchuasás, Baná da cuenta de los ancestros del rey y de sus hazañas juveniles.
En este libro se encuentra una de las primeras menciones del juego chatur-anga (‘cuatro ejércitos’), que posiblemente fue un antecesor del ajedrez, que se jugaba sobre un tablero de 8×8 casillas (ashta-pada: ‘ocho casillas’):

Solo las abejas discutían (mientras extraían el néctar), los pies solo se cortaban en los versos, y el chaturanga se practicaba sobre el ashtapada.
Baná Bhatta, Jarsha-charita

## Comentarios
El único comentario disponible del Jarsha-charita es el Sanketa escrito por Shankará Kavi, un erudito de Cachemira (que no se debe confundir con Shankará Acharia [788-820])..
Se menciona que el poeta y retórico Rayanaka Ruiaka (siglo XII) también escribió un comentario, conocido como Jarsha-charita-vartika, pero todavía no ha sido encontrado.